# Мии (Паньчжихуа)
Мии́ (кит. упр. 米易, пиньинь Mǐyì) — уезд городского округа Паньчжихуа провинции Сычуань (КНР).

## История
В 1951 году из части территорий уездов Дэчан и Хуэйли провинции Сикан был образован уезд Мии (迷易县), вошедший в состав Специального района Сичан  (西昌专区). В 1952 году написание названия уезда было изменено с 迷易 на 米易. В 1955 году провинция Сикан была расформирована, и Специальный район Сичан был передан в состав провинции Сычуань. В 1970 году Специальный район Сичан был переименован в Округ Сичан (西昌地区). В 1978 году округ Сичан был расформирован, и уезд Мии был передан под юрисдикцию городского округа Дукоу. В 1987 году Дукоу был переименован в Паньчжихуа.

## Административное деление
Уезд Мии делится на 7 посёлков, 1 волость и 4 национальные волости.